# Valkeinen (sjö i Lapinlax, Norra Savolax)
Valkeinen är en sjö i kommunen Lapinlax i landskapet Norra Savolax i Finland. Sjön ligger 123 meter över havet. Den är 3,2 meter djup. Arean är 73 hektar och strandlinjen är 3,99 kilometer lång. Sjön  ingår i Vuoksens huvudavrinningsområde.   Den ligger omkring 49 kilometer norr om Kuopio och omkring 380 kilometer norr om Helsingfors. 
I sjön finns öarna Selkäsaari och Varissaari. 